# Mileanca
Mileanca là một xã thuộc hạt Botoșani, România. Dân số thời điểm năm 2002 là 3003 người.